# Kim điệp thân phình
Kim điệp hay kim điệp thân phình, hoàng thảo kim điệp, thạch hộc dùi trống, cổ chùy thạch hộc (danh pháp hai phần: Dendrobium chrysotoxum) là một loài lan trong chi Lan hoàng thảo.
 Tư liệu liên quan tới Dendrobium chrysotoxum tại Wikimedia Commons
Cây phân bố từ Nam Á đến Đông Nam Á. Tại Việt Nam, cây có mặt ở các khu vực: Vinh, Kon Tum, Gia Lai, Buôn Ma Thuột, Đà Lạt.